# Аптекман, Осип Васильевич
О́сип Васи́льевич Апте́кман (18 [30] марта 1848, Павлоград — 8 июля 1926, Москва) — революционер, социал-демократ, один из основателей организаций «Черный передел», «Народное право», врач, историк.
Двоюродный брат земского врача Доры Исааковны Аптекман.

## Биография
Родился 18 (30) марта 1849 года в зажиточной еврейской семье в уездном городе Павлограде (Екатеринославская губерния).
Учился в хедере и Екатеринославской классической мужской гимназии. Заканчивая в 1869 году гимназию, написал сочинение на тему «Значение царствования Екатерины ІІ».
В 1870 году поступил в Харьковский университет, но в 1871 году перешёл в Петербургскую медико-хирургическую академию. В 1874 году оставил академию и «пошёл в народ»: в 1874—1875 годах вёл пропаганду в Псковской и Пензенской губерниях; с 1876 года — член харьковско-ростовского, а с 1877 года — основного кружка «Земли и воли». В 1877—1879 годах участвовал в «деревенском поселении» землевольцев (Саратовская и Тамбовская губернии), вёл революционную работу в Санкт-Петербурге. Участник Воронежского съезда. После распада «Земли и воли», стал одним из создателей «Чёрного передела» (1879), был членом редакции её печатного органа. Арестован в Санкт-Петербурге 28 января 1880 года и выслан на пять лет в Якутскую губернию, где написал первую редакцию своих записок о «Земле и воле».
После окончания ссылки завершил медицинское образование в Мюнхене [1887—1889). Принял православие и с начала 1890-х годов работал земским врачом. Участвовал в создании организации «Народное право». В 1894—1895 годах работал в Кольмовской психиатрической больнице, где его пациентом был Г. И. Успенский. В 1895 году примкнул к социал-демократам и вёл партийную работу в Смоленске, Уфе, Вильно.
Активно участвовал в революции 1905—1907 годов в Виленской губернии, был арестован и находился в тюрьме до открытия I-й Государственной Думы. Выпущенный до суда в мае 1906 года, уехал в Швейцарию. Был связан с меньшевиками, входил в ближайшее окружение Г. В. Плеханова. После начала Первой мировой войны разошёлся с ними, заняв интернационалистскую позицию.
В Швейцарии начал писать мемуары. Первая книга вышла в Петербурге в 1907 году, вторая — через год. Часто публиковал свои воспоминания в русской периодике, журналах «Современная жизнь», «Былое», «Минувшие годы», «Русское богатство».
Вернулся в Россию в 1917 году. В политической жизни больше не участвовал, проявляя сочувствие революционным преобразованиям большевиков. Работал врачом, принимал участие в борьбе с эпидемиями.
Работая в Историко-революционном архиве в Петрограде, Аптекман создал ряд значительных исследований по истории народничества; дополнил и издал в 1924 книгу воспоминаний о «Земле и воле», публиковался в советских журналах, написал монографии о Г. И. Успенском и В. В. Берви-Флеровском.
Умер 8 июля 1926 года в Москве от рака желудка. До самой смерти был членом Ленинградского отделения Всесоюзного общества бывших политкаторжан и ссыльнопоселенцев.

## Сочинения
- О пьянстве / Соч. Врача О. В. Аптекмана. — М.: Общество русских врачей в память Н. И. Пирогова. 6-е изд. — Комиссия по распространению гигиенических знаний в народе, 1904. — 32 с.; там же — 1907, 1911 и 1913.
- Из истории революционного народничества. «Земля и воля» 70-х гг. — СПб.: А. Сурат, 1907. — 239 с.
- Глеб Иванович Успенский. — М., 1922. — 142 с.
- Общество «Земля и воля» 70-х гг. по личным воспоминаниям. 2-е изд. — Петроград: Колос, 1924. — 459 с.
- Георгий Валентинович Плеханов. Из личных воспоминаний. — Л.: Колос, 1924. — 96 с.
- Василий Васильевич Берви-Флеровский. По материалам б. III отделения и Д.Г.П. — Л.: Колос, 1925. — 191 с.
- Мои первые шаги на пути пропаганды. — М.: Издательство Всевоюзного общества политкаторжан и ссыльно-поселенцев, 1926. — 63 с.